# Йънг Найфс
Йънг Найфс е английска инди рок група от Ашби-де-ла-Зук, Лестършър. Първоначалното им име е Симпъл Пасторал Екзистънс (Simple Pastoral Existence), но то е сменено, когато групата излиза в почивка (1997-99). Когато отново се събират, те решават да се кръстят Пони Клъб (Pony Club), но тъй като това име е заето, те се спират на Дъ Йънг Найфс (букв. Младите ножове). Преди излизането на втория си цялостен албум, Superabundance, те премахват определителния член (дъ) и стават само Йънг Найфс.
Групата е известна с енергичните си концертни изпълнения, както и с предпочитанията си за дрехи от туид. Пробиват в музикалната индустрия през 2002 г. с излизането на дебютния им миниалбум The Young Knives... Are Dead, който получава добри отзиви от критиката. Постигат национално покритие с излизането на сингъла The Decision в края на 2005. Правят голямо концертно изпълнение през юни 2006 г. и завършват британско турне в подкрепа на първия си същински албум Voices of Animals and Men, който достига №21 в Британските класации за албуми. През юли 2007 г. те са номинирани за Националната награда Мъркюри. Вторият им албум, наречен Superabundance, влиза в класациите през март 2008 г. под номер 28. Последният им албум, Ornaments From The Silve Arcade, излиза на 4 април 2011 г.